# تپه چم بوچک
تپه چم بوچک مربوط به دوران پیش از تاریخ ایران باستان است و در شهرستان بیجار، بخش چنگ الماس، روستای چشمه روباه واقع شده و این اثر در تاریخ ۱۰ دی ۱۳۸۱ با شمارهٔ ثبت ۶۹۳۳ به‌عنوان یکی از آثار ملی ایران به ثبت رسیده است.